# Mandato francés de Siria y el Líbano
El Mandato para Siria y el Líbano (en francés: Mandat pour la Syrie et le Liban en árabe: الانتداب الفرنسي على سوريا ولبنان‎, romanizado: al-intidāb al-faransī ʻalā sūriyā wa-lubnān, también conocido como los Estados del Levante ;   1923−1946)  fue un mandato de la Sociedad de Naciones  fundado a raíz de la Primera Guerra Mundial y la partición del Imperio Otomano, en relación con Siria y el Líbano . Se suponía que el sistema de mandato sería diferente del colonialismo, ya que el país gobernante debía actuar como fideicomisario hasta que los habitantes fueran considerados elegibles para el autogobierno. En ese momento, el mandato terminaría y nacería un Estado soberano.
Durante los dos años que siguieron al final de la guerra en 1918, y de acuerdo con el Acuerdo Sykes-Picot firmado por el Reino Unido y la Tercera República Francesa durante la guerra, los británicos mantuvieron el control de la mayor parte del Iraq otomano (ahora Iraq) y la parte sur de la Siria otomana (ahora Israel, Palestina y Transjordania), mientras que los franceses controlaban el resto de la Siria otomana (incluido el Líbano, Alejandreta y partes de Cilicia).  A principios de la década de 1920, el control británico y francés de estos territorios quedó formalizado mediante el sistema de mandato de la Sociedad de Naciones. Y el 29 de septiembre de 1923, Francia recibió el mandato de la Sociedad de Naciones sobre Siria, que incluía el territorio de los actuales Líbano y Alejandría, además de la actual Siria.
La administración de la región bajo los franceses se llevó a cabo a través de varios gobiernos y territorios diferentes, entre ellos la Federación Siria (1922-1924), el Estado de Siria (1925-1930) y la República Siria bajo el mandato, así como estados más pequeños: el Gran Líbano, el Estado alauita y el Estado druso de Jabal. El Estado de Hatay fue anexado por Turquía en 1939. El mandato francés duró hasta 1946, cuando las tropas francesas finalmente abandonaron Siria y Líbano, que habían declarado su independencia durante la Segunda Guerra Mundial. 

## Antecedentes

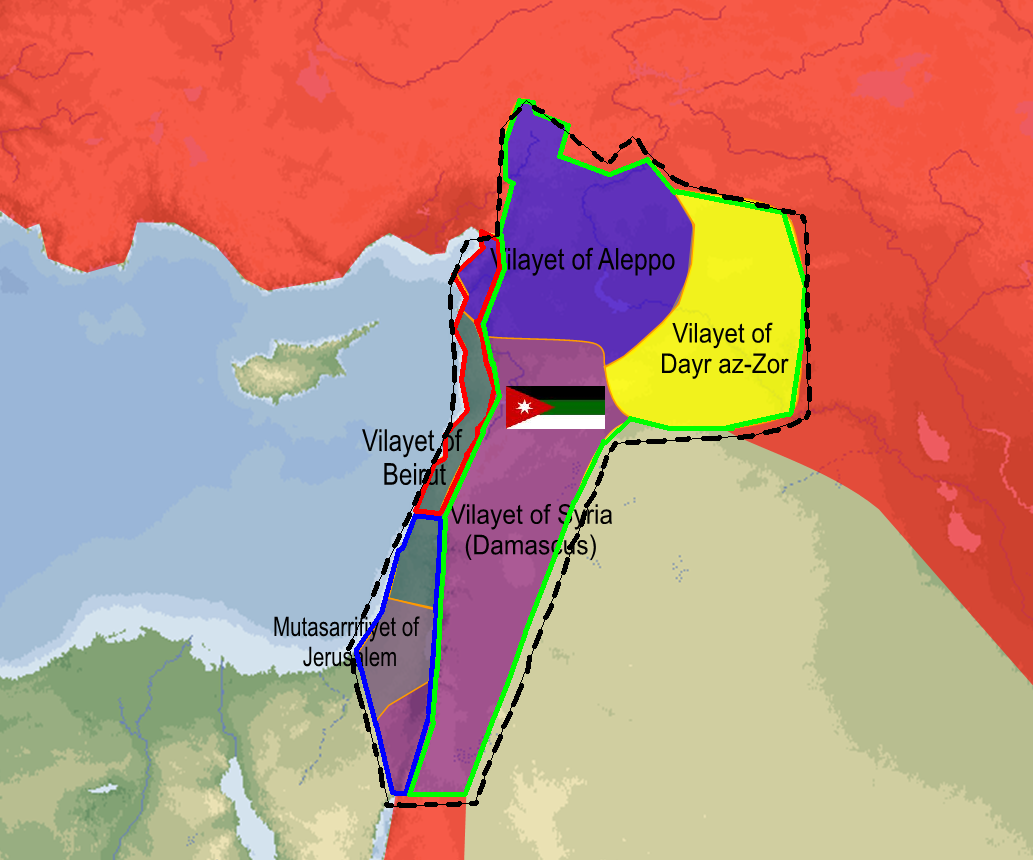
El Reino de Siria en 1918

Con la derrota de los otomanos en Siria, las tropas británicas, al mando del general Edmund Allenby, entraron en Damasco en 1918 acompañadas por tropas de la revuelta árabe liderada por Faisal, hijo de Hussein bin Ali, rey de Hiyaz. Faisal estableció el primer nuevo gobierno árabe de posguerra en Damasco en octubre de 1918,  y nombró a Ali Rikabi gobernador militar.
La nueva administración árabe formó gobiernos locales en las principales ciudades sirias y la bandera panárabe se izó en toda Siria. Los árabes esperaban, con fe en promesas británicas anteriores, que el nuevo estado árabe incluiría todas las tierras árabes que se extendían desde Alepo en el norte de Siria hasta Adén en el sur de Yemen.
Sin embargo, de acuerdo con el acuerdo secreto Sykes-Picot entre Gran Bretaña y Francia, el general Allenby asignó a la administración árabe sólo las regiones interiores de Siria (la zona oriental). Palestina (la zona sur) estaba reservada para los británicos. El 8 de octubre, las tropas francesas desembarcaron en Beirut y ocuparon la región costera libanesa al sur hasta Naqoura (la zona occidental), reemplazando a las tropas británicas allí. Los franceses disolvieron inmediatamente los gobiernos árabes locales de la región.

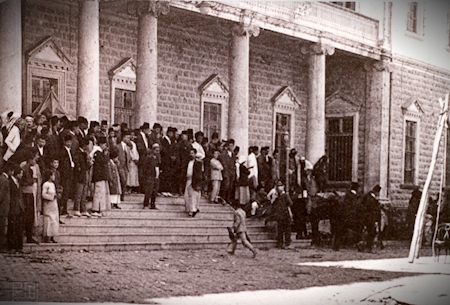
El Congreso Nacional Sirio en 1919

Francia exigió la plena aplicación del Acuerdo Sykes-Picot, con Siria bajo su control. El 26 de noviembre de 1919, las fuerzas británicas se retiraron de Damasco para evitar la confrontación con los franceses, dejando al gobierno árabe enfrentarse a Francia.  Faisal había viajado varias veces a Europa desde noviembre de 1918, tratando de convencer a Francia y Gran Bretaña de que cambiaran sus posiciones, pero sin éxito. La determinación de Francia de intervenir en Siria quedó demostrada con el nombramiento del general Henri Gouraud como alto comisionado en Siria y Cilicia . En la Conferencia de Paz de París, Faisal se encontró en una posición aún más débil cuando las potencias europeas decidieron renegar de las promesas hechas a los árabes.
En mayo de 1919 se celebraron elecciones para el Congreso Nacional Sirio, que se reunió en Damasco. El 80% de los escaños fueron para los conservadores.[cita requerida] Sin embargo, la minoría incluía figuras nacionalistas árabes dinámicas como Jamil Mardam Bey, Shukri al-Kuwatli, Ahmad al-Qadri, Ibrahim Hanano y Riyad as-Solh. El líder era el nacionalista moderado Hashim al-Atassi.
En junio de 1919, la Comisión estadounidense King-Crane llegó a Siria para preguntar a la opinión pública local sobre el futuro del país. El ámbito de competencias de la comisión se extendió desde Alepo hasta Beersheba . Visitaron 36 ciudades importantes, se reunieron con más de 2.000 delegaciones de más de 300 pueblos y recibieron más de 3.000 peticiones. Sus conclusiones confirmaron la oposición de los sirios al mandato en su país, así como a la Declaración Balfour, y su demanda de una Gran Siria unificada que abarque a Palestina. Las conclusiones de la comisión fueron ignoradas tanto por Gran Bretaña como por Francia. 

Sello de aduanas de los estados bajo mandato francés después de la Primera Guerra Mundial (entre ellos Siria) alrededor de 1925. El texto es 'DOUANES DES ÉTATS SOUS MANDAT FRANÇAIS' (Aduanas de los estados bajo mandato francés)

Los disturbios estallaron en Siria cuando Faisal aceptó un compromiso con el primer ministro francés Clemenceau .   Estallaron manifestaciones antihachemitas y los habitantes musulmanes del Monte Líbano y sus alrededores se rebelaron por temor a ser incorporados a un nuevo estado, principalmente cristiano, del Gran Líbano . Una parte del reclamo de Francia sobre estos territorios en el Levante era que Francia había sido reconocida como protectora de las comunidades cristianas minoritarias por el Imperio Otomano.
En marzo de 1920, el Congreso de Damasco adoptó una resolución rechazando los acuerdos Faisal-Clemenceau. El congreso declaró la independencia de Siria dentro de sus fronteras naturales (incluido el sur de Siria o Palestina) y proclamó a Faisal rey de todos los árabes. Faisal invitó a Ali Rikabi a formar gobierno.  El congreso también proclamó la unión política y económica con el vecino Irak y exigió también su independencia.
El 25 de abril, el consejo supremo interaliado, que estaba formulando el Tratado de Sèvres, otorgó a Francia el mandato de Siria (incluido el Líbano) y otorgó a Gran Bretaña el Mandato de Palestina (más tarde con Transjordania) e Irak. Los sirios reaccionaron con manifestaciones violentas y el 7 de mayo de 1920 se formó un nuevo gobierno encabezado por Hashim al-Atassi.  El nuevo gobierno decidió organizar el reclutamiento general y comenzó a formar un ejército.

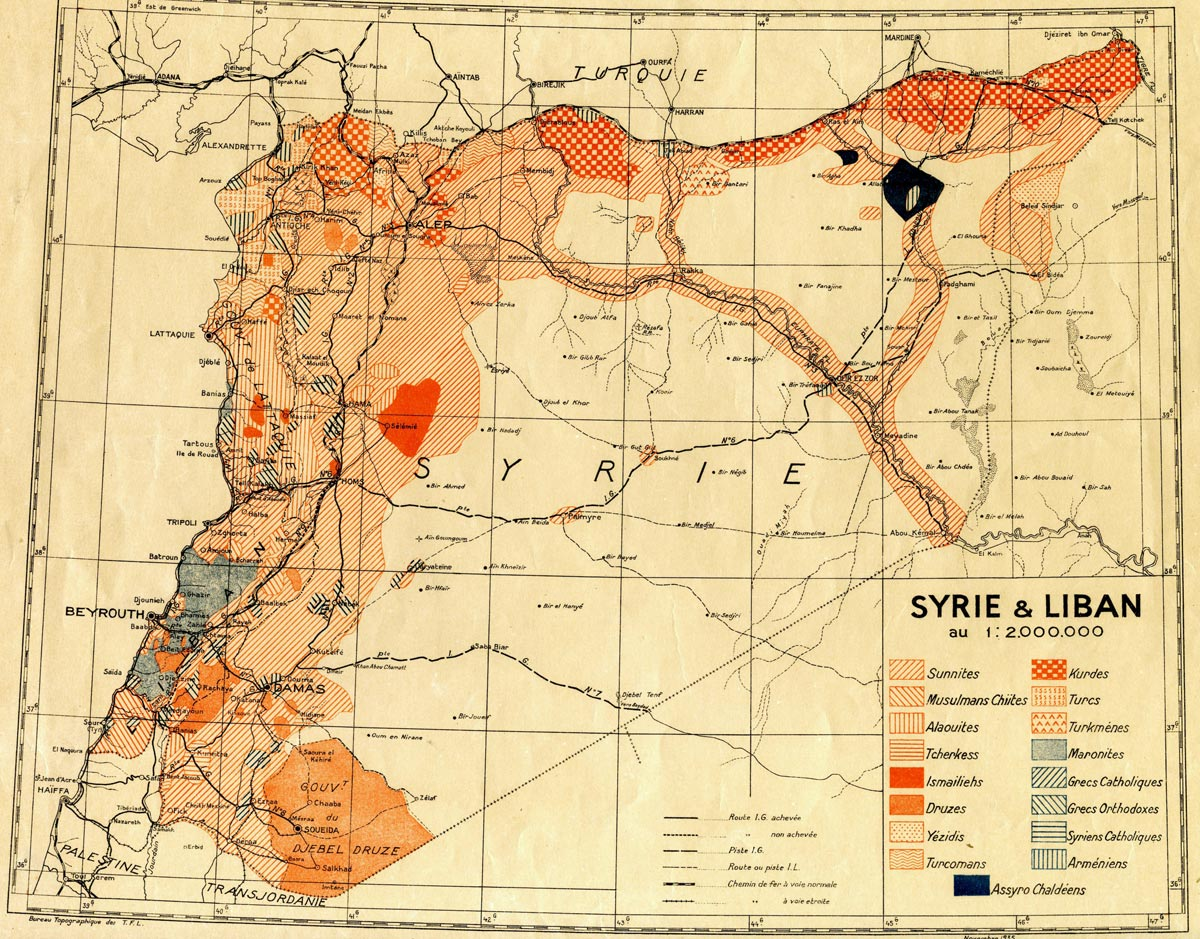
Mapa de población del mandato francés en Siria y Líbano de 1935

Estas decisiones provocaron reacciones adversas por parte de Francia así como del patriarcado maronita del Monte Líbano, que las denunció como un " golpe de Estado". En Beirut, la prensa cristiana expresó su hostilidad a las decisiones del gobierno de Faisal. Los nacionalistas libaneses aprovecharon la crisis contra el gobierno de Faisal para convocar un consejo de personalidades cristianas en Baabda que proclamó la independencia del Líbano el 22 de marzo de 1920. 
El 14 de julio de 1920, el general Gouraud lanzó un ultimátum a Faisal, dándole la opción entre la sumisión o la abdicación.  Al darse cuenta de que el equilibrio de poder no estaba a su favor, Faisal decidió cooperar. Sin embargo, el joven ministro de Guerra, Youssef al-Azmeh, se negó a obedecer. En la guerra franco-siria resultante, las tropas sirias bajo el mando de al-Azmeh, compuesta por las pocas tropas restantes del ejército árabe junto con jinetes beduinos y voluntarios civiles, se enfrentaron a las fuerzas francesas mejor entrenadas de 12.000 hombres al mando del general Mariano Goybet en la batalla de Maysaloun. Los franceses ganaron la batalla en menos de un día y Azmeh murió en el campo de batalla, junto con muchas de las tropas sirias,  mientras que las tropas restantes posiblemente desertaron. El general Goybet capturó Damasco con poca resistencia el 24 de julio de 1920, y el mandato fue escrito en Londres dos años después, el 24 de julio de 1922. 

## Estados creados durante el Mandato Francés

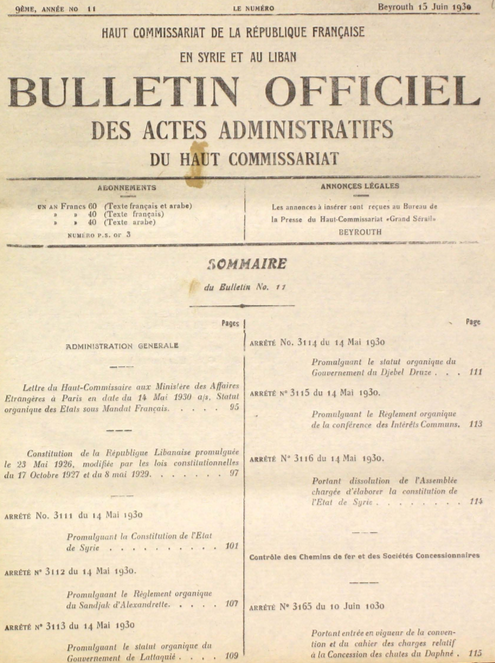
Boletín Oficial de las Actas Administrativas del Alto Comisariado, 14 de mayo de 1930, por el que se anuncian las constituciones de los estados incluidos en el Mandato francés de Siria y Líbano

Mapa que muestra los estados del Mandato Francés de 1921 a 1922

Al llegar al Líbano, los franceses fueron recibidos como liberadores por la comunidad cristiana, pero en el resto de Siria enfrentaron una fuerte resistencia.[cita requerida]
La región del mandato se subdividió en seis estados. Se trataba de los estados de Damasco (1920), Alepo (1920), Alauitas (1920), Jabal Druso (1921), el Sanjacado de Alejandreta (1921, actual Hatay) y el Estado del Gran Líbano (1920), que más tarde se convirtió en el moderno país del Líbano.
Las fronteras de estos estados se basaron en parte en la geografía sectaria de Siria. Muchas de las diferentes sectas sirias eran hostiles al mandato francés y a la división que éste creó, como lo demuestran las numerosas revueltas que los franceses enfrentaron en todos los estados sirios. Los cristianos maronitas del Monte Líbano, por otra parte, eran una comunidad con un sueño de independencia que se estaba haciendo realidad bajo el dominio francés. Por lo tanto, el Gran Líbano fue la excepción entre los estados recién formados.[cita requerida]
Francia tardó tres años, de 1920 a 1923, en conseguir el control total de Siria y sofocar todas las insurgencias que estallaron, sobre todo en los territorios alauitas, el Monte Druso y Alepo.

Aunque hubo levantamientos en los diferentes estados, los franceses dieron deliberadamente a diferentes grupos étnicos y religiosos del Levante sus propias tierras con la esperanza de prolongar su dominio. Los franceses esperaban fragmentar los distintos grupos de la región para mitigar el apoyo al movimiento nacionalista sirio que buscaba poner fin al régimen colonial. La administración de los gobiernos estatales estaba fuertemente dominada por los franceses. A las autoridades locales se les dio muy poco poder y no tenían autoridad para decidir políticas de forma independiente. El pequeño poder que tenían los líderes locales podía ser fácilmente anulado por los funcionarios franceses. Los franceses hicieron todo lo posible para impedir que los habitantes del Levante desarrollaran órganos de gobierno autosuficientes. 
| \| Valiato de Beirut y el Monte Líbano \| Valiato de Beirut y el Monte Líbano \| Valiato de Beirut y el Monte Líbano \| Valiato de Beirut y el Monte Líbano \| Valiato de Beirut y el Monte Líbano \| Valiato de Beirut y el Monte Líbano \| \| \| Valiato de Alepo \| Valiato de Alepo \| Valiato de Alepo \| Valiato de Alepo \| Valiato de Alepo \| Valiato de Alepo \| \| \| valiato de Damasco \| valiato de Damasco \| valiato de Damasco \| valiato de Damasco \| valiato de Damasco \| valiato de Damasco \| \| \| Sanjacado de Zor \| Sanjacado de Zor \| Sanjacado de Zor \| Sanjacado de Zor \| Sanjacado de Zor \| Sanjacado de Zor \| \| \| \| \| \| \| \| \| \| \| \| \| \| \| \| \| \| \| \| \| \| \| \| \| \| \| \| \| \| \| \| \| \| \| \| Valiato de Beirut y el Monte Líbano \| Valiato de Beirut y el Monte Líbano \| Valiato de Beirut y el Monte Líbano \| Valiato de Beirut y el Monte Líbano \| Valiato de Beirut y el Monte Líbano \| Valiato de Beirut y el Monte Líbano \| \| \| Valiato de Alepo \| Valiato de Alepo \| Valiato de Alepo \| Valiato de Alepo \| Valiato de Alepo \| Valiato de Alepo \| \| \| valiato de Damasco \| valiato de Damasco \| valiato de Damasco \| valiato de Damasco \| valiato de Damasco \| valiato de Damasco \| \| \| Sanjacado de Zor \| Sanjacado de Zor \| Sanjacado de Zor \| Sanjacado de Zor \| Sanjacado de Zor \| Sanjacado de Zor \| \| \| \| \| \| \| \| \| \| \| \| \| \| \| \| \| \| \| \| \| \| \| \| \| \| \| \| \| \| \| \| \| \| \| \| \| \| \| \| \| \| \| \| \| \| \| \| \| \| \| \| \| \| \| \| \| \| \| \| \| \| \| \| \| \| \| \| \| \| \| \| \| \| \| \| \| \| \| \| \| \| \| \| \| \| \| \| \| \| \| \| \| \| \| \| \| \| \| \| \| \| \| \| \| ATEO Norte \| ATEO Norte \| ATEO Norte \| ATEO Norte \| ATEO Norte \| ATEO Norte \| \| \| \| \| \| \| ATEO Este \| ATEO Este \| ATEO Este \| ATEO Este \| ATEO Este \| ATEO Este \| \| \| \| \| \| \| \| \| \| \| \| \| \| \| \| \| \| \| \| \| \| \| \| \| \| \| \| \| \| \| \| \| \| \| \| \| \| \| \| \| \| \| \| \| \| \| \| ATEO Norte \| ATEO Norte \| ATEO Norte \| ATEO Norte \| ATEO Norte \| ATEO Norte \| \| \| \| \| \| \| ATEO Este \| ATEO Este \| ATEO Este \| ATEO Este \| ATEO Este \| ATEO Este \| \| \| \| \| \| \| \| \| \| \| \| \| \| \| \| \| \| \| \| \| \| \| \| \| \| \| \| \| \| \| \| \| \| \| \| \| \| \| \| \| \| \| \| \| \| \| \| \| \| \| \| \| \| \| \| \| \| \| \| \| \| \| \| \| \| \| \| \| \| \| \| \| \| \| \| \| \| \| \| \| \| \| \| \| \| \| \| \| \| \| \| \| \| \| \| \| \| \| \| \| \| \| \| \| \| \| \| \| \| \| \| \| \| \| \| \| \| \| \| \| \| \| \| \| \| \| \| \| Reino Árabe de Siria (1920) \| \| \| \| \| \| \| \| \| \| \| \| \| \| \| \| \| \| \| \| \| \| \| \| \| \| \| \| \| \| \| \| \| \| \| \| \| \| \| \| \| \| \| \| \| \| \| \| \| \| \| \| \| \| \| \| \| \| \| \| \| \| \| \| \| \| \| \| \| \| \| \| \| \| \| \| \| \| \| \| \| \| \| \| \| \| \| \| \| \| \| \| \| \| \| \| \| \| \| \| \| \| \| \| \| \| \| \| \| \| \| \| \| \| \| \| \| \| \| \| \| \| \| \| \| \| \| \| \| \| \| \| \| \| \| \| \| \| \| \| \| \| \| \| \| \| \| \| \| \| \| \| \| \| \| \| \| \| \| \| \| \| \| \| \| \| \| \| \| \| \| \| \| \| \| Gran Líbano (1920–46) \| Gran Líbano (1920–46) \| Gran Líbano (1920–46) \| Gran Líbano (1920–46) \| Gran Líbano (1920–46) \| Gran Líbano (1920–46) \| \| \| Estado alauita (1920–36) \| Estado alauita (1920–36) \| Estado alauita (1920–36) \| Estado alauita (1920–36) \| Estado alauita (1920–36) \| Estado alauita (1920–36) \| \| \| Estado de Alepo (incluido el Sanjacado de Alejandreta) (1920–24) \| Estado de Alepo (incluido el Sanjacado de Alejandreta) (1920–24) \| Estado de Alepo (incluido el Sanjacado de Alejandreta) (1920–24) \| Estado de Alepo (incluido el Sanjacado de Alejandreta) (1920–24) \| Estado de Alepo (incluido el Sanjacado de Alejandreta) (1920–24) \| Estado de Alepo (incluido el Sanjacado de Alejandreta) (1920–24) \| \| \| Estado de Damasco (1920–24) \| Estado de Damasco (1920–24) \| Estado de Damasco (1920–24) \| Estado de Damasco (1920–24) \| Estado de Damasco (1920–24) \| Estado de Damasco (1920–24) \| \| \| Yábal al-Druz (1921–36) \| Yábal al-Druz (1921–36) \| Yábal al-Druz (1921–36) \| Yábal al-Druz (1921–36) \| Yábal al-Druz (1921–36) \| Yábal al-Druz (1921–36) \| \| \| \| \| \| \| \| \| \| \| \| \| \| \| \| \| \| \| \| \| \| \| \| \| \| \| \| Gran Líbano (1920–46) \| Gran Líbano (1920–46) \| Gran Líbano (1920–46) \| Gran Líbano (1920–46) \| Gran Líbano (1920–46) \| Gran Líbano (1920–46) \| \| \| Estado alauita (1920–36) \| Estado alauita (1920–36) \| Estado alauita (1920–36) \| Estado alauita (1920–36) \| Estado alauita (1920–36) \| Estado alauita (1920–36) \| \| \| Estado de Alepo (incluido el Sanjacado de Alejandreta) (1920–24) \| Estado de Alepo (incluido el Sanjacado de Alejandreta) (1920–24) \| Estado de Alepo (incluido el Sanjacado de Alejandreta) (1920–24) \| Estado de Alepo (incluido el Sanjacado de Alejandreta) (1920–24) \| Estado de Alepo (incluido el Sanjacado de Alejandreta) (1920–24) \| Estado de Alepo (incluido el Sanjacado de Alejandreta) (1920–24) \| \| \| Estado de Damasco (1920–24) \| Estado de Damasco (1920–24) \| Estado de Damasco (1920–24) \| Estado de Damasco (1920–24) \| Estado de Damasco (1920–24) \| Estado de Damasco (1920–24) \| \| \| Yábal al-Druz (1921–36) \| Yábal al-Druz (1921–36) \| Yábal al-Druz (1921–36) \| Yábal al-Druz (1921–36) \| Yábal al-Druz (1921–36) \| Yábal al-Druz (1921–36) \| \| \| \| \| \| \| \| \| \| \| \| \| \| \| \| \| \| \| \| \| \| \| \| \| \| \| \| \| \| \| \| \| \| \| \| \| \| \| \| \| \| \| \| \| \| \| \| \| \| \| \| \| \| \| \| \| \| \| \| \| \| \| \| \| \| \| \| \| \| \| \| \| \| \| \| \| \| \| \| \| \| \| \| \| \| \| \| \| \| \| \| \| \| \| \| \| \| \| \| \| \| \| \| \| \| \| \| \| \| \| \| \| Estado de Siria (1925–30) \| \| \| \| \| \| \| \| \| \| \| \| \| \| \| \| \| \| \| \| \| \| \| \| \| \| \| \| \| \| \| \| \| \| \| \| \| \| \| \| \| \| \| \| \| \| \| \| \| \| \| \| \| \| \| \| \| \| \| \| \| \| \| \| \| \| \| \| \| \| \| \| \| \| \| \| \| \| \| \| \| \| \| \| \| \| \| \| \| \| \| \| \| \| \| \| \| \| \| \| \| \| \| \| \| \| \| \| \| \| \| \| \| \| \| \| \| \| \| \| \| \| \| \| \| \| \| \| \| \| \| \| \| \| \| \| \| \| \| \| \| \| \| \| \| \| \| \| \| \| \| \| \| \| \| \| \| \| \| \| \| \| \| \| \| \| \| \| \| \| \| \| \| \| \| \| \| \| \| \| \| \| \| \| \| \| \| \| \| \| \| \| \| \| \| República Siria (1930–58) \| \| \| \| \| \| \| \| \| \| \| \| \| \| \| \| \| \| \| \| \| \| \| \| \| \| \| \| \| \| \| \| \| \| \| \| \| \| \| \| \| \| \| \| \| \| \| \| \| \| \| \| \| \| \| \| \| \| \| \| \| \| \| \| \| \| \| \| \| \| \| \| \| \| \| \| \| \| \| \| \| \| \| \| \| \| \| \| \| \| \| \| \| \| \| \| \| \| \| \| \| \| \| \| \| \| \| \| \| \| \| \| \| \| \| \| \| \| \| \| \| \| \| \| \| \| \| \| \| \| \| \| \| \| \| \| \| \| \| \| \| \| \| \| \| \| \| \| \| \| \| \| \| \| \| \| \| \| \| \| \| \| \| \| \| \| \| \| \| \| \| \| \| \| \| \| \| \| \| \| \| \| \| Estado de Hatay (1938–39) \| \| \| \| \| \| \| \| \| \| \| \| \| \| \| \| \| \| \| \| \| \| \| \| \| \| \| \| \| \| \| \| \| \| \| \| \| \| \| \| \| \| \| \| \| \| \| \| \| \| \| \| \| \| \| \| \| \| \| \| \| \| \| \| \| \| \| \| \| \| \| \| \| \| \| \| \| \| \| \| \| \| \| \| \| \| \| \| \| \| \| \| \| \| \| \| \| \| \| \| \| \| \| \| \| \| \| \| \| \| \| \| \| \| \| \| \| \| \| \| \| \| Líbano \| Líbano \| Líbano \| Líbano \| Líbano \| Líbano \| \| \| Turquía \| Turquía \| Turquía \| Turquía \| Turquía \| Turquía \| \| \| \| \| \| \| Siria \| Siria \| Siria \| Siria \| Siria \| Siria \| \| \| \| \| \| \| \| \| \| \| \| \| \| \| \| \| \| \| \| \| \| \| \| \| \| \| \| \| \| \| \| \| \| \| \| \| \| \| |                                     |                                     |                                     |                                     |                                     |            |            |                           |                          |                          |                          |                          |                          |  |  |                                                                  |                                                                  |                                                                  |                                                                  |                                                                  |                                                                  |       |       |                             |                             |                             |                             |                             |                             |  |  |                         |                         |                         |                         |                         |                         |  |  |  |  |  |  |  |  |  |  |  |  |  |  |  |  |  |  |  |  |  |  |  |  |  |  |
| Valiato de Beirut y el Monte Líbano | Valiato de Beirut y el Monte Líbano | Valiato de Beirut y el Monte Líbano | Valiato de Beirut y el Monte Líbano | Valiato de Beirut y el Monte Líbano | Valiato de Beirut y el Monte Líbano |            |            | Valiato de Alepo          | Valiato de Alepo         | Valiato de Alepo         | Valiato de Alepo         | Valiato de Alepo         | Valiato de Alepo         |  |  | valiato de Damasco                                               | valiato de Damasco                                               | valiato de Damasco                                               | valiato de Damasco                                               | valiato de Damasco                                               | valiato de Damasco                                               |       |       | Sanjacado de Zor            | Sanjacado de Zor            | Sanjacado de Zor            | Sanjacado de Zor            | Sanjacado de Zor            | Sanjacado de Zor            |  |  |                         |                         |                         |                         |                         |                         |  |  |  |  |  |  |  |  |  |  |  |  |  |  |  |  |  |  |  |  |  |  |  |  |  |  |
| Valiato de Beirut y el Monte Líbano | Valiato de Beirut y el Monte Líbano | Valiato de Beirut y el Monte Líbano | Valiato de Beirut y el Monte Líbano | Valiato de Beirut y el Monte Líbano | Valiato de Beirut y el Monte Líbano |            |            | Valiato de Alepo          | Valiato de Alepo         | Valiato de Alepo         | Valiato de Alepo         | Valiato de Alepo         | Valiato de Alepo         |  |  | valiato de Damasco                                               | valiato de Damasco                                               | valiato de Damasco                                               | valiato de Damasco                                               | valiato de Damasco                                               | valiato de Damasco                                               |       |       | Sanjacado de Zor            | Sanjacado de Zor            | Sanjacado de Zor            | Sanjacado de Zor            | Sanjacado de Zor            | Sanjacado de Zor            |  |  |                         |                         |                         |                         |                         |                         |  |  |  |  |  |  |  |  |  |  |  |  |  |  |  |  |  |  |  |  |  |  |  |  |  |  |
| |                                     |                                     |                                     |                                     |                                     |            |            |                           |                          |                          |                          |                          |                          |  |  |                                                                  |                                                                  |                                                                  |                                                                  |                                                                  |                                                                  |       |       |                             |                             |                             |                             |                             |                             |  |  |                         |                         |                         |                         |                         |                         |  |  |  |  |  |  |  |  |  |  |  |  |  |  |  |  |  |  |  |  |  |  |  |  |  |  |
| |                                     |                                     |                                     | ATEO Norte                          | ATEO Norte                          | ATEO Norte | ATEO Norte | ATEO Norte                | ATEO Norte               |                          |                          |                          |                          |  |  | ATEO Este                                                        | ATEO Este                                                        | ATEO Este                                                        | ATEO Este                                                        | ATEO Este                                                        | ATEO Este                                                        |       |       |                             |                             |                             |                             |                             |                             |  |  |                         |                         |                         |                         |                         |                         |  |  |  |  |  |  |  |  |  |  |  |  |  |  |  |  |  |  |  |  |  |  |  |  |  |  |
| |                                     |                                     |                                     | ATEO Norte                          | ATEO Norte                          | ATEO Norte | ATEO Norte | ATEO Norte                | ATEO Norte               |                          |                          |                          |                          |  |  | ATEO Este                                                        | ATEO Este                                                        | ATEO Este                                                        | ATEO Este                                                        | ATEO Este                                                        | ATEO Este                                                        |       |       |                             |                             |                             |                             |                             |                             |  |  |                         |                         |                         |                         |                         |                         |  |  |  |  |  |  |  |  |  |  |  |  |  |  |  |  |  |  |  |  |  |  |  |  |  |  |
| |                                     |                                     |                                     |                                     |                                     |            |            |                           |                          |                          |                          |                          |                          |  |  |                                                                  |                                                                  |                                                                  |                                                                  |                                                                  |                                                                  |       |       |                             |                             |                             |                             |                             |                             |  |  |                         |                         |                         |                         |                         |                         |  |  |  |  |  |  |  |  |  |  |  |  |  |  |  |  |  |  |  |  |  |  |  |  |  |  |
| |                                     |                                     |                                     |                                     |                                     |            |            |                           |                          |                          |                          |                          |                          |  |  |                                                                  |                                                                  |                                                                  |                                                                  | Reino Árabe de Siria (1920)                                      |                                                                  |       |       |                             |                             |                             |                             |                             |                             |  |  |                         |                         |                         |                         |                         |                         |  |  |  |  |  |  |  |  |  |  |  |  |  |  |  |  |  |  |  |  |  |  |  |  |  |  |
| |                                     |                                     |                                     |                                     |                                     |            |            |                           |                          |                          |                          |                          |                          |  |  |                                                                  |                                                                  |                                                                  |                                                                  |                                                                  |                                                                  |       |       |                             |                             |                             |                             |                             |                             |  |  |                         |                         |                         |                         |                         |                         |  |  |  |  |  |  |  |  |  |  |  |  |  |  |  |  |  |  |  |  |  |  |  |  |  |  |
| |                                     |                                     |                                     |                                     |                                     |            |            |                           |                          |                          |                          |                          |                          |  |  |                                                                  |                                                                  |                                                                  |                                                                  |                                                                  |                                                                  |       |       |                             |                             |                             |                             |                             |                             |  |  |                         |                         |                         |                         |                         |                         |  |  |  |  |  |  |  |  |  |  |  |  |  |  |  |  |  |  |  |  |  |  |  |  |  |  |
| Gran Líbano (1920–46) | Gran Líbano (1920–46)               | Gran Líbano (1920–46)               | Gran Líbano (1920–46)               | Gran Líbano (1920–46)               | Gran Líbano (1920–46)               |            |            | Estado alauita (1920–36)  | Estado alauita (1920–36) | Estado alauita (1920–36) | Estado alauita (1920–36) | Estado alauita (1920–36) | Estado alauita (1920–36) |  |  | Estado de Alepo (incluido el Sanjacado de Alejandreta) (1920–24) | Estado de Alepo (incluido el Sanjacado de Alejandreta) (1920–24) | Estado de Alepo (incluido el Sanjacado de Alejandreta) (1920–24) | Estado de Alepo (incluido el Sanjacado de Alejandreta) (1920–24) | Estado de Alepo (incluido el Sanjacado de Alejandreta) (1920–24) | Estado de Alepo (incluido el Sanjacado de Alejandreta) (1920–24) |       |       | Estado de Damasco (1920–24) | Estado de Damasco (1920–24) | Estado de Damasco (1920–24) | Estado de Damasco (1920–24) | Estado de Damasco (1920–24) | Estado de Damasco (1920–24) |  |  | Yábal al-Druz (1921–36) | Yábal al-Druz (1921–36) | Yábal al-Druz (1921–36) | Yábal al-Druz (1921–36) | Yábal al-Druz (1921–36) | Yábal al-Druz (1921–36) |  |  |  |  |  |  |  |  |  |  |  |  |  |  |  |  |  |  |  |  |  |  |  |  |  |  |
| Gran Líbano (1920–46) | Gran Líbano (1920–46)               | Gran Líbano (1920–46)               | Gran Líbano (1920–46)               | Gran Líbano (1920–46)               | Gran Líbano (1920–46)               |            |            | Estado alauita (1920–36)  | Estado alauita (1920–36) | Estado alauita (1920–36) | Estado alauita (1920–36) | Estado alauita (1920–36) | Estado alauita (1920–36) |  |  | Estado de Alepo (incluido el Sanjacado de Alejandreta) (1920–24) | Estado de Alepo (incluido el Sanjacado de Alejandreta) (1920–24) | Estado de Alepo (incluido el Sanjacado de Alejandreta) (1920–24) | Estado de Alepo (incluido el Sanjacado de Alejandreta) (1920–24) | Estado de Alepo (incluido el Sanjacado de Alejandreta) (1920–24) | Estado de Alepo (incluido el Sanjacado de Alejandreta) (1920–24) |       |       | Estado de Damasco (1920–24) | Estado de Damasco (1920–24) | Estado de Damasco (1920–24) | Estado de Damasco (1920–24) | Estado de Damasco (1920–24) | Estado de Damasco (1920–24) |  |  | Yábal al-Druz (1921–36) | Yábal al-Druz (1921–36) | Yábal al-Druz (1921–36) | Yábal al-Druz (1921–36) | Yábal al-Druz (1921–36) | Yábal al-Druz (1921–36) |  |  |  |  |  |  |  |  |  |  |  |  |  |  |  |  |  |  |  |  |  |  |  |  |  |  |
| |                                     |                                     |                                     |                                     |                                     |            |            |                           |                          |                          |                          |                          |                          |  |  |                                                                  |                                                                  |                                                                  |                                                                  |                                                                  |                                                                  |       |       |                             |                             |                             |                             |                             |                             |  |  |                         |                         |                         |                         |                         |                         |  |  |  |  |  |  |  |  |  |  |  |  |  |  |  |  |  |  |  |  |  |  |  |  |  |  |
| |                                     |                                     |                                     |                                     |                                     |            |            |                           |                          |                          |                          |                          |                          |  |  |                                                                  |                                                                  |                                                                  |                                                                  | Estado de Siria (1925–30)                                        |                                                                  |       |       |                             |                             |                             |                             |                             |                             |  |  |                         |                         |                         |                         |                         |                         |  |  |  |  |  |  |  |  |  |  |  |  |  |  |  |  |  |  |  |  |  |  |  |  |  |  |
| |                                     |                                     |                                     |                                     |                                     |            |            |                           |                          |                          |                          |                          |                          |  |  |                                                                  |                                                                  |                                                                  |                                                                  |                                                                  |                                                                  |       |       |                             |                             |                             |                             |                             |                             |  |  |                         |                         |                         |                         |                         |                         |  |  |  |  |  |  |  |  |  |  |  |  |  |  |  |  |  |  |  |  |  |  |  |  |  |  |
| |                                     |                                     |                                     |                                     |                                     |            |            |                           |                          |                          |                          |                          |                          |  |  |                                                                  |                                                                  |                                                                  |                                                                  |                                                                  |                                                                  |       |       |                             |                             |                             |                             |                             |                             |  |  |                         |                         |                         |                         |                         |                         |  |  |  |  |  |  |  |  |  |  |  |  |  |  |  |  |  |  |  |  |  |  |  |  |  |  |
| |                                     |                                     |                                     |                                     |                                     |            |            |                           |                          |                          |                          |                          |                          |  |  |                                                                  |                                                                  |                                                                  |                                                                  | República Siria (1930–58)                                        |                                                                  |       |       |                             |                             |                             |                             |                             |                             |  |  |                         |                         |                         |                         |                         |                         |  |  |  |  |  |  |  |  |  |  |  |  |  |  |  |  |  |  |  |  |  |  |  |  |  |  |
| |                                     |                                     |                                     |                                     |                                     |            |            |                           |                          |                          |                          |                          |                          |  |  |                                                                  |                                                                  |                                                                  |                                                                  |                                                                  |                                                                  |       |       |                             |                             |                             |                             |                             |                             |  |  |                         |                         |                         |                         |                         |                         |  |  |  |  |  |  |  |  |  |  |  |  |  |  |  |  |  |  |  |  |  |  |  |  |  |  |
| |                                     |                                     |                                     |                                     |                                     |            |            |                           |                          |                          |                          |                          |                          |  |  |                                                                  |                                                                  |                                                                  |                                                                  |                                                                  |                                                                  |       |       |                             |                             |                             |                             |                             |                             |  |  |                         |                         |                         |                         |                         |                         |  |  |  |  |  |  |  |  |  |  |  |  |  |  |  |  |  |  |  |  |  |  |  |  |  |  |
| |                                     |                                     |                                     |                                     |                                     |            |            | Estado de Hatay (1938–39) |                          |                          |                          |                          |                          |  |  |                                                                  |                                                                  |                                                                  |                                                                  |                                                                  |                                                                  |       |       |                             |                             |                             |                             |                             |                             |  |  |                         |                         |                         |                         |                         |                         |  |  |  |  |  |  |  |  |  |  |  |  |  |  |  |  |  |  |  |  |  |  |  |  |  |  |
| |                                     |                                     |                                     |                                     |                                     |            |            |                           |                          |                          |                          |                          |                          |  |  |                                                                  |                                                                  |                                                                  |                                                                  |                                                                  |                                                                  |       |       |                             |                             |                             |                             |                             |                             |  |  |                         |                         |                         |                         |                         |                         |  |  |  |  |  |  |  |  |  |  |  |  |  |  |  |  |  |  |  |  |  |  |  |  |  |  |
| Líbano | Líbano                              | Líbano                              | Líbano                              | Líbano                              | Líbano                              |            |            | Turquía                   | Turquía                  | Turquía                  | Turquía                  | Turquía                  | Turquía                  |  |  |                                                                  |                                                                  |                                                                  |                                                                  | Siria                                                            | Siria                                                            | Siria | Siria | Siria                       | Siria                       |                             |                             |                             |                             |  |  |                         |                         |                         |                         |                         |                         |  |  |  |  |  |  |  |  |  |  |  |  |  |  |  |  |  |  |  |  |  |  |  |  |  |  |

### Estado del Gran Líbano
El 3 de agosto de 1920, el Arrêté 299 del Haut-commissariat de la République française en Syrie et au Liban vinculó las cazas de Hasbaya, Rachaya, Maallaka y Baalbeck con lo que entonces se conocía como el Territorio Autónomo del Líbano. El 31 de agosto de 1920, el general Gouraud firmó el Arrêté 318, que delimitaba el Estado del Gran Líbano, con notas explicativas que establecían que el Líbano sería tratado por separado del resto de Siria. El 1 de septiembre de 1920, el general Gouraud proclamó públicamente la creación del Estado del Gran Líbano (en francés: État du Grand Liban en árabe: دولة لبنان الكبير‎) en una ceremonia en Beirut. 

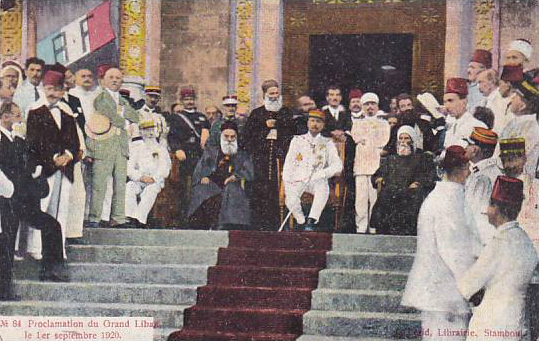
El general Gourard proclama la creación del Estado del Gran Líbano

El Gran Líbano fue creado por Francia para ser un "refugio seguro" para la población maronita de la mutasarrifia (unidad administrativa otomana) del Monte Líbano . El Monte Líbano, una zona de mayoría maronita, había disfrutado de distintos grados de autonomía durante la era otomana . Sin embargo, además de la Mutasarrifia maronita se añadieron otras regiones, principalmente musulmanas, formando el "Gran" Líbano. Esas regiones corresponden hoy al norte del Líbano, al sur del Líbano, al valle de Biqa y a Beirut.  La capital del Gran Líbano era Beirut. Al nuevo estado se le concedió una bandera, fusionando la bandera francesa con el cedro del Líbano.  Los maronitas eran mayoría en el Líbano y lograron preservar su independencia; una independencia que creó un precedente único en el mundo árabe, ya que el Líbano fue el primer país árabe en el que los cristianos no eran una minoría. El Estado del Gran Líbano existió hasta el 23 de mayo de 1926, fecha después de la cual se convirtió en la República Libanesa.
La mayoría de los musulmanes del Gran Líbano rechazaron el nuevo Estado tras su creación. Algunos creen que la continua demanda musulmana de reunificación con Siria finalmente provocó un conflicto armado entre musulmanes y cristianos en 1958, cuando los musulmanes libaneses quisieron unirse a la recién proclamada República Árabe Unida, mientras que los cristianos libaneses se opusieron firmemente.  Sin embargo, hacia finales de la década de 1930, la mayoría de los miembros de las comunidades musulmanas libanesas y sus élites políticas estaban comprometidos con la idea de ser ciudadanos libaneses, aunque también tendían a alimentar sentimientos nacionalistas árabes.

### Estado de los alauitas
El 19 de agosto de 1920, el general Gouraud firmó el decreto 314 que añadía al sandjak autónomo de Alejandreta las cazas de Jisr el-Choughour, las madriyehs de Baher y Bujack (caza de Latakia), la moudiriyeh de Kinsaba (caza de Sahyoun) "con vistas a la formación de los territorios del Gran Líbano y de los Montes Ansarieh "; donde la zona de los "Montes Ansarieh" debía convertirse en el Estado alauita.  El 31 de agosto de 1920, el mismo día en que se firmó el decreto de creación del Gran Líbano, el general Gouraud firmó el decreto 319 que delimitaba el Estado de los alauitas y el decreto 317 que añadía la caza de Massyaf (Omranía) al nuevo Estado. 

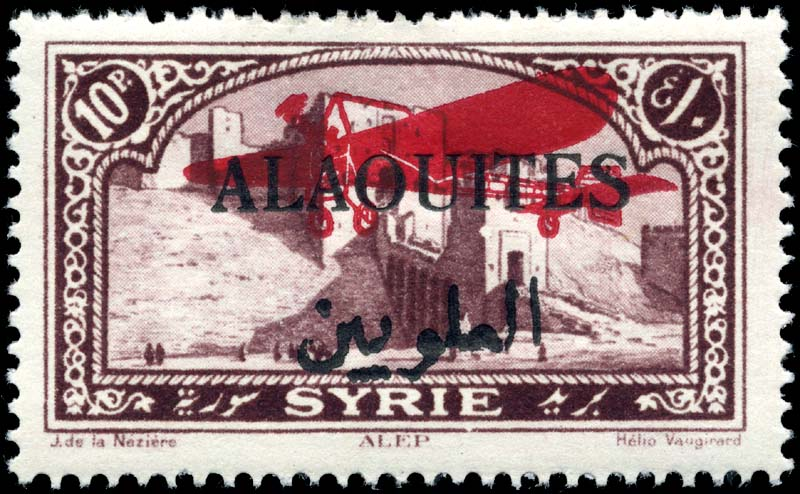
Un sello sirio de 10 piastras utilizado en el Estado alauita, que lleva impresa la palabra "ALAOUITES"

El Estado de los alauitas (en francés: État des Alaouites en árabe: دولة العلويين‎) estaba situada en la costa siria e incorporaba una mayoría de alauitas, una rama del Islam chiita . La ciudad portuaria de Latakia fue la capital de este estado. Inicialmente era un territorio autónomo bajo dominio francés conocido como los “Territorios Alauitas”. Pasó a formar parte de la Federación Siria en 1922, pero abandonó la federación nuevamente en 1924 y se convirtió en el "Estado de los alauitas". El 22 de septiembre de 1930 pasó a llamarse "Gobierno Independiente de Latakia ".  La población en ese momento era de 278.000 habitantes. El gobierno de Latakia finalmente se unió a la República Siria el 5 de diciembre de 1936. Este estado fue testigo de varias rebeliones contra los franceses, incluida la de Salih al-Ali (1918-1920).
El 28 de junio de 1922, el decreto 1459 creó una «Federación de Estados Autónomos de Siria» que incluía el Estado de Alepo, el Estado de Damasco y el Estado de los alauitas. Sin embargo, dos años y medio después, el 5 de diciembre de 1924, los decretos 2979 y 2980 establecieron el Estado alauita como un Estado independiente con Latakia como su capital y unificaron por separado los Estados de Alepo y Damasco en un solo Estado llamado "État de Syrie" ("Estado de Siria"), establecido formalmente el 1 de enero de 1925.
En 1936, tanto el Jebel Druso como el Estado alauita fueron incorporados al Estado de Siria.

### Estado de Siria

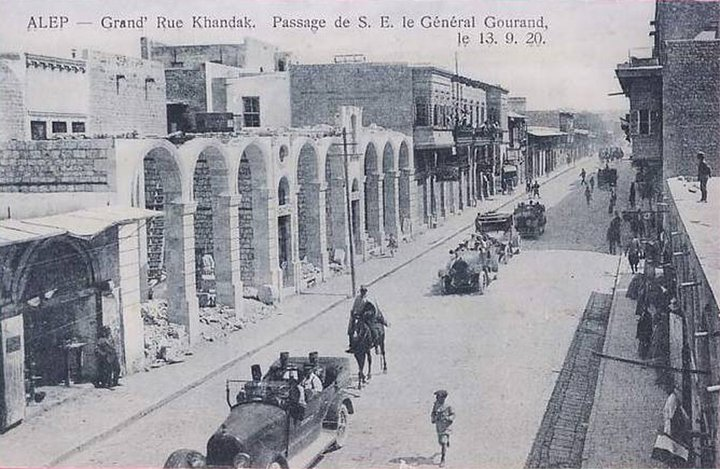
El general Gouraud cruzando la calle Al-Khandaq el 13 de septiembre de 1920, Alepo

El 1 de septiembre de 1920, al día siguiente de la creación del Gran Líbano y del Estado alauita, el Arrêté 330 separó del anterior "Gouvernement de Damas" ("Gobierno de Damasco") un gobierno independiente conocido como "Gouvernement d'Alep" ("Gobierno de Alepo"), que incluía el sandjak autónomo de Alejandreta, que conservó su autonomía administrativa. Los términos "Gouvernement d'Alep" "Gouvernement de Damas" se usaban indistintamente con "l'État d'Alep" y "l'État de Damas"; por ejemplo, Arrete 279 del 1 de octubre de 1920 decía en su preámbulo: "Vu l'arrêté No 330 du 1er Septembre 1920 créant l'État d'Alep".
El Estado de Alepo (1920-1925, en francés: État d'Alep en árabe: دولة حلب‎) incluía una mayoría de musulmanes sunitas . Cubría el norte de Siria, además de toda la fértil cuenca del río Éufrates del este de Siria. Estas regiones representaban gran parte de la riqueza agrícola y mineral de Siria. El Sanjacado autónomo de Alejandreta fue añadido al estado de Alepo en 1923. La capital era la ciudad norteña de Alepo, que tenía grandes comunidades cristianas y judías además de musulmanes sunitas. El Estado también incorporó a las minorías chiitas y alauitas. Los kurdos y asirios étnicos habitaban las regiones orientales junto con los árabes. Los gobernadores generales del estado fueron Kamil Pasha al-Qudsi (1920-1922), Mustafa Bey Barmada (1923) y Mar'i Pasha Al Mallah (1924-1925).
El Estado de Damasco fue un mandato francés desde 1920  hasta 1925. La capital era Damasco.
La población mayoritariamente sunita de los estados de Alepo y Damasco se opuso firmemente a la división de Siria. Esto tuvo su rápido final en 1925, cuando Francia unió los estados de Alepo y Damasco para formar el Estado de Siria.

#### Sanjacado de Alejandreta

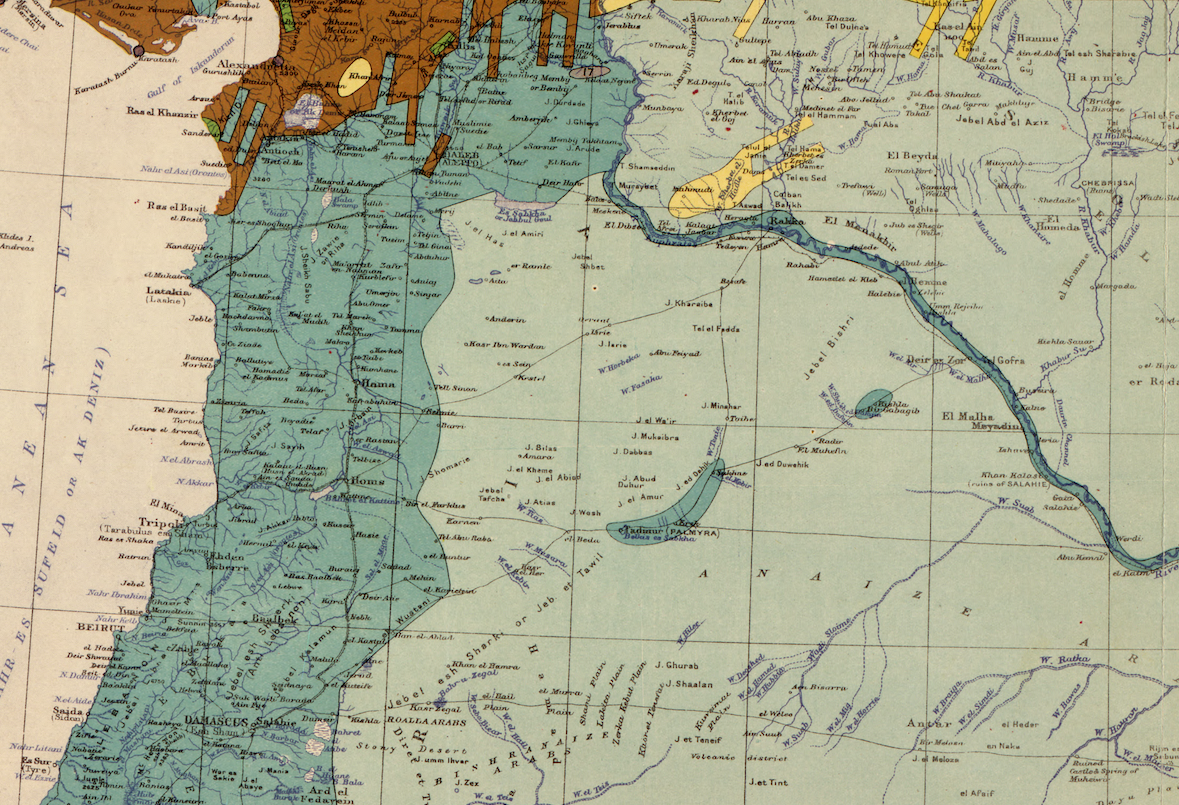
Mapa etnográfico de Siria y Líbano en un mapa etnográfico anterior a la Primera Guerra Mundial. El color azul representa a los árabes, el marrón a los turcos, el verde a los armenios y el amarillo a los kurdos.

El Sanjacado de Alejandreta se convirtió en una provincia autónoma de Siria en virtud del artículo 7 del tratado franco-turco del 20 de octubre de 1921 : "Se establecerá un régimen administrativo especial para el distrito de Alejandreta. Los habitantes turcos de este distrito gozarán de facilidades para su desarrollo cultural. La lengua turca tendrá reconocimiento oficial". 
En 1923, Alejandreta fue anexada al Estado de Alepo, y en 1925 fue anexada directamente al mandato francés de Siria, siempre con un estatuto administrativo especial. El Sanjacado obtuvo autonomía en noviembre de 1937 mediante un acuerdo negociado con la mediación de la Liga. Con su nuevo estatuto, el Sanjacado pasó a ser "distinto pero no separado" del Mandato francés de Siria a nivel diplomático, vinculado tanto a Francia como a Turquía para cuestiones de defensa.
En 1938, el ejército turco entró en la provincia siria y expulsó a la mayoría de sus habitantes árabes alauitas y armenios. Antes de esto, los árabes alauitas y los armenios eran la mayoría de la población de Alejandreta. 
La asignación de escaños en la asamblea Sanjacado se basó en el censo de 1938 realizado por las autoridades francesas bajo supervisión internacional. La asamblea fue nombrada en el verano de 1938, y el tratado franco-turco que establecía el estatus del Sanjacado se firmó el 4 de julio de 1938.[cita requerida]
El 2 de septiembre de 1938, la asamblea proclamó el Sanjacado de Alexandretta como el Estado de Hatay . La república duró un año bajo supervisión militar conjunta francesa y turca. El nombre Hatay fue propuesto por Atatürk y el gobierno estaba bajo control turco. En 1939, tras un referéndum popular, el estado de Hatay se convirtió en una provincia turca.

### Estado de Yábal al-Druz
El 24 de octubre de 1922, Arrêté 1641 estableció el " État autonome du Djebel druze " (" Estado Autónomo de Jabal Druso ") 
Fue creado para la población drusa del sur de Siria .   Tenía una población de unos 50.000 habitantes y su capital era As-Suwayda.
En 1936, tanto el Estado druso de Jebel como el Estado alauita fueron incorporados al Estado de Siria. 

## Demandas de autonomía no atendidas por las autoridades del Mandato francés

### Provincia de Al-Jazira
Entre 1936 y 1937 hubo cierta agitación autonomista entre asirios y kurdos, apoyada por algunos beduinos, en la provincia de Al-Jazira. Sus partidarios querían que las tropas francesas permanecieran en la provincia en caso de una independencia siria, ya que temían que el gobierno nacionalista de Damasco reemplazara a los funcionarios minoritarios por árabes musulmanes de la capital. Las autoridades francesas se negaron a considerar cualquier nuevo estatuto de autonomía dentro de Siria. 

### Región del Golán
En Quneitra y en la región del Golán había una importante comunidad circasiana . Por las mismas razones que sus homólogos asirios, kurdos y beduinos en la provincia de Al-Jazira en 1936-1937, varios líderes circasianos querían un estatus de autonomía especial para su región en 1938, ya que temían la perspectiva de vivir en una república siria independiente bajo un gobierno árabe nacionalista hostil hacia las minorías. También querían que la región del Golán se convirtiera en una patria nacional para los refugiados circasianos del Cáucaso. Un batallón circasiano sirvió en el Ejército francés del Levante y ayudó contra los levantamientos nacionalistas árabes. Al igual que en la provincia de Al-Jazira, las autoridades francesas se negaron a conceder cualquier estatuto de autonomía a los circasianos del Golán.

## Economía
Ya en 1921, los franceses querían desarrollar el sector agrícola y, según un estudio de viabilidad de la Unión Económica de Siria, el noreste de Siria y el estado alauita fueron considerados rentables para el cultivo del algodón.  Las inversiones comenzaron en 1924, pero hubo que esperar hasta la década de 1930 para que la producción superara el nivel alcanzado en 1925.  En 1933, Palestina era el mayor importador de productos sirios, mientras que Francia tenía una participación del 7,5% de las importaciones.  Entre las dos guerras mundiales, Francia se convirtió en el mayor comerciante de bienes del Mandato Francés.  A partir de 1933, Japón también fue una importante fuente de importaciones. 

## Reino de Siria (1918-1920)

### Jefes de Gobierno
| Nombre                    | Inicio del mandato       | Fin del mandato          | Partido político |
| ------------------------- | ------------------------ | ------------------------ | ---------------- |
| Muhammad Said al-Yazairi  | 30 de septiembre de 1918 | 30 de septiembre de 1918 |                  |
| 'Ali Rida Basha al-Rikabi | 30 de septiembre de 1918 | 5 de octubre de 1918     |                  |
| Emir Faisal               | 5 de octubre de 1918     | 8 de marzo de 1920       |                  |

### Rey
| Nombre   | Comienzo del reinado | Fin del reinado     |
| -------- | -------------------- | ------------------- |
| Faisal I | 8 de marzo de 1920   | 28 de julio de 1920 |

## Mandato francés de Siria (1920-1939)

### Jefes de Estado
| Nombre            | Inicio del mandato      | Fin del mandato         | Partido político |
| ----------------- | ----------------------- | ----------------------- | ---------------- |
| Aladino Al-Droubi | 28 de julio de 1920     | 21 de agosto de 1920    |                  |
| Jamil al-Ulshi    | 4 de septiembre de 1920 | 30 de noviembre de 1920 |                  |

### Presidente
| Nombre                     | Inicio del mandato      | Fin del mandato         | Partido político |
| -------------------------- | ----------------------- | ----------------------- | ---------------- |
| Muhammad 'Ali Bay al-'Abid | 11 de junio de 1932     | 21 de diciembre de 1936 |                  |
| Hashim al-Atassi (1.ª vez) | 21 de diciembre de 1936 | 7 de julio de 1939      | Bloque Nacional  |

### Altos Comisionados
| Nombre                          | Inicio del mandato      | Fin del mandato         |
| ------------------------------- | ----------------------- | ----------------------- |
| Henri Gouraud                   | 26 de noviembre de 1919 | 23 de noviembre de 1922 |
| Robert de Caix                  | 23 de noviembre de 1922 | 17 de abril de 1923     |
| Maxime Weygand                  | 19 de abril de 1923     | 29 de noviembre de 1924 |
| Maurice Sarrail                 | 29 de noviembre de 1924 | 23 de diciembre de 1925 |
| Henry de Jouvenel               | 23 de diciembre de 1925 | 23 de junio de 1926     |
| Auguste Henri Ponsot            | Agosto de 1926          | 16 de julio de 1933     |
| Damián de Martel                | 16 de julio de 1933     | enero de 1939           |
| Gabriel Puaux                   | Enero de 1939           | Noviembre de 1940       |
| Jean Chiappe                    | 24 de noviembre de 1940 | 27 de noviembre de 1940 |
| Henri Dentz                     | 6 de diciembre de 1940  | 16 de junio de 1941     |
| Georges Catroux                 | 24 de junio de 1941     | 7 de junio de 1943      |
| Jean Helleu                     | 7 de junio de 1943      | 23 de noviembre de 1943 |
| Yves Chataigneau                | 23 de noviembre de 1943 | 23 de enero de 1944     |
| Étienne Paul-Émile-Marie Beynet | 23 de enero de 1944     | 1 de septiembre de 1946 |

## Lectura adicional